# Башмаки (деревня, Пермский край)
Башмаки — упразднённая в 2005 году деревня в Александровском районе Пермского края России. Ныне урочище на территории (с 2019 года) Александровского муниципального округа.

## Топоним
Известна с 1795 г. как Усть-Кызеловская Гарь, затем Башмаковская Гарь, затем Башмаки.

## География
Деревня расположена на левом берегу реки Вильвы, примерно в 1 км выше места впадения в неё реки Кизел, около 12,5 км по прямой к юго-юго-западу от города Александровска. Примыкала к западной окраине одноимённого посёлка Башмаки.

## История
- АТД 1981: Пермская область — Александровск, территория, подчиненная горсовету — Лытвенский сельсовет
- АТД 1904: Пермская губерния — Соликамский уезд — Кизеловская волость — Кыжьинское общество
- АТД 1858: Пермская губерния — Соликамский уезд — Имение Лазаревых Ивана и Христофора Екимовичей — Ведомство Кизеловского завода
- АТД 1834: Пермская губерния — Соликамский уезд — Имение Лазаревых Ивана и Христофора Екимовичей — Ведомство Кизеловского завода. Разряд: Бывшие помещичьи крестьяне

Официально упразднена 4 июля 2005 года согласно Закону Пермской области № 2320—514 «Об административно-территориальных изменениях в Пермской области».

## Инфраструктура
В соседнем посёлке Башмаки находились школа, магазин, хлебопекарня, столовая и дом культуры ИТУ.

## Транспорт
Автомобильный и железнодорожный (в пешей доступности) транспорт. Примерно в 4,5 км к востоку от деревни расположен остановочный пункт Расик Свердловской железной дороги.